# کینکاکو-جی
کین‌کاکوجی یا نام رسمی معبد رٌکواون–جی (به ژاپنی: 鹿苑寺 Rokuon-ji) یک معبد بودایی در ژاپن وابسته به فرقهٔ ذن در کیوتو، ژاپن است.
این بنا یکی از معروف‌ترین بناهای ژاپن است و هر ساله شمار بسیاری بازدیدکننده برای دیدن آن به ژاپن می‌آیند.

## تاریخچه
این بنا در اصل یک ویلا متعلق به یک فرد متمول به نام سایونجی کینتسونه (西園寺公経) بود.